# Вівчарик коломбангарський
Вівчарик коломбангарський (Phylloscopus amoenus) — вид горобцеподібних птахів родини вівчарикових (Phylloscopidae).

## Поширення
Ендемік острова Коломбангара в групі островів Нова Джорджія архіпелагу Соломонові острови. Його природне середовище існування — субтропічні або тропічні вологі гірські ліси. Трапляється на схилах згаслого вулкана вище 1200 м і, як вважається, трапляється до вершини на висоті 1740 м. За оцінками, популяція виду налічує 700—1300 птахів.